# Ezras Bog
Ezras Bog er en bog i Det Gamle Testamente, som fortæller om præsten Ezra, der vender tilbage til Israel og Jerusalem for at genopbygge templet, som blev ødelagt af Nebukadnesar II i 586 f.Kr. Ezra bliver under Kong Kyros 2. sendt tilbage for at genopbygge og genindvie templet.

## Eksterne links
- Wikimedia Commons har flere filer relateret til Ezras Bog
- Ezras Bog hos Det Danske Bibelselskab